# Occident au XIIIe siècle

L'Occident à la veille du XIIIe siècle.

Le XIIIe siècle en Occident fait suite au XIIe siècle et précède le XIVe siècle, qui marque le début du Moyen Âge tardif.

## Situation politique
- 1204 : Quatrième croisade ; prise de Constantinople par les Latins et fondation de l'empire latin d'Orient ;
- 1212 : Bataille de Las Navas de Tolosa ; les chrétiens écrasent la coalition almohade et relancent la Reconquista ;
- 1213 : Bataille de Muret, dans le cadre de la croisade des albigeois ; prélude de la domination française sur le Languedoc ;
- 1214 : Bataille de Bouvines ; victoire du roi Philippe Auguste et défaite de l'empereur Otton IV ;
- 1215 : Le roi d'Angleterre Jean sans Terre est contraint de signer la Grande Charte ; Frédéric II est nommé empereur ;
- 1217-1221 : Cinquième croisade ; échec de Jean de Brienne et du légat Pélage en Égypte ;
- 1226 : Bulle d'or de Rimini ; confirmation des possessions de l'Ordre Teutonique en Prusse et début du Drang nach Osten ;
- 1228-1229 : Sixième croisade ; reconquête de Jérusalem par l'empereur Frédéric II ;
- 1229 : Poursuite de la Reconquista ; conquête de Majorque par le roi Jacques Ier d'Aragon ;
- 1230 : Traité d'alliance entre les villes de Lübeck et Hambourg, acte de fondation de la Hanse ;
- 1236 : Poursuite de la Reconquista ; conquête de Cordoue par le roi Ferdinand III de Castille ;
- 1240 : Prise de Kiev par les Mongols de la Horde d'or ; éclatement de la Rus' de Kiev ;
- 1242 : Bataille du lac Peïpous ; Alexandre Nevski, prince de Novgorod, stoppe l'avancée teutonique ;
- 1248-1254 : Septième croisade ; échec et capture du roi Louis IX en Égypte ;
- 1250-1273 : Grand Interrègne ; vacance du trône impérial après la mort de Frédéric II ;
- 1261 : Michel VIII Paléologue reprend Constantinople aux Latins ; restauration de l'Empire byzantin ;
- 1266 : Conquête du royaume de Sicile par les armées de Charles d'Anjou, allié du pape Clément IV ;
- 1268 : Exécution de Conradin par Charles d'Anjou ; extinction de la maison de Hohenstaufen ;
- 1282 : Vêpres siciliennes ; les Angevins sont chassés de la Sicile insulaire par les armées de Pierre III d'Aragon ;
- 1291 : Prise de Saint-Jean-d'Acre par les Mamelouks ; fin de la présence franque en Orient.

## Évolution religieuse
- 1209 : Fondation de l'Ordre des Frères mineurs par François d'Assise ;
- 1215 : Quatrième concile du Latran ; fondation de l'Ordre des Prêcheurs.

## Féodalité
À la fin du XIIIe siècle, la féodalité est déjà pratiquement vidée de tout son contenu. Elle évolue vers le régime seigneurial, ensemble de charges et de redevances héritées du passé qui pèsent sur la paysannerie et qui progressivement apparaissent dépourvues de sens, puisque le seigneur, en contrepartie, n'a plus d'obligation précise.
La chevalerie s'épanouit tout particulièrement au cours du XIIIe siècle dans tout l'Occident chrétien. C'est aussi l'époque où l'image du chevalier modèle paré de toutes les vertus propres à la chevalerie se développe beaucoup grâce aux nombreux écrivains et poètes qui glorifient dans leurs textes les valeurs chevaleresques. Ces chevaliers incarnent des valeurs communes, des comportements et des mentalités caractéristiques de la chevalerie, à savoir la valeur guerrière, l'audace, la soif de gloire, le souci de la réputation, le sens de l'honneur, le respect des promesses et de l'engagement personnel mais aussi la largesse, la prouesse, la courtoisie. Cette dernière vertu est devenue progressivement indissociable de la chevalerie. Les mythiques Chevaliers de la Table Ronde jouèrent un rôle majeur sur les mentalités des chevaliers, qui les considèrent comme les modèles par excellence de la chevalerie.
Le chevalier se doit d'être généreux. Cet idéal s'oppose à la bourgeoisie qui, obtenant de plus en plus de pouvoir au cours des XIIIe et XIVe siècles et se rapprochant des rois, est vue comme un adversaire, un concurrent pour la chevalerie.

## Structure sociale
À partir de la fin du XIIIe siècle, l’équilibre entre les trois ordres se rompt. Le développement des villes a nécessité la création d’un État centralisé rendant justice, unifiant la monnaie et devant protéger le pays contre les attaques éventuelles de royaumes capables de lever des armées importantes. Une telle structure doit être financée et l’État a d’autant plus besoin de ressources financières que le système féodal se maintient par la redistribution de richesses vers ses vassaux. Le grand patriciat commerçant possède des ressources financières très abondantes qu’il prête aux princes et aux ecclésiastiques : il devient un acteur incontournable.
Ne disposant pas d’une administration suffisante et voulant limiter la puissance des grands féodaux, les Capétiens délèguent aux bourgeois de plus en plus de pouvoirs politiques, fiscaux et judiciaires, et créent de véritables zones franches aux grands carrefours commerciaux.
La multiplication des affaires à régler a rendu impossible leur seul traitement par les rois et la grande noblesse qui ont alors délégué une partie de leurs pouvoirs judiciaires à des parlements et autres cours de justice. À l’époque, plutôt que d’entretenir une coûteuse administration, les souverains ont pris l’habitude de faire prélever les taxes par de riches particuliers qui leur cèdent le montant souhaité et se remboursent en percevant les impôts pour leur compte, ce qui assure de confortables bénéfices.
Pour obtenir le rôle politique que leur importance croissante dans la société devrait leur donner, de nombreux bourgeois tentent d’être anoblis.

### Universités
La naissance des universités médiévales s'inscrit dans la suite de la Renaissance du XIIe siècle. Désireux de marquer leur indépendance à l’égard des évêques qui à travers les écoles capitulaires dirigeaient et contrôlaient l’enseignement, les clercs dès le XIIe siècle se sont groupés en corporations (universitates) afin de pouvoir se livrer librement à la recherche du savoir et à l’enseignement.
L’on vit ainsi, parallèlement à la création de nouveaux monastères et d’ordres religieux et à la renaissance des villes, du commerce et de la propagation du style international français dit plus tard gothique (opus francigenum) en architecture, une efflorescence à travers l’Europe de ces Universitates studiorum qui s’installèrent dans les villes ouvertes au renouveau et aux avantages économiques que la présence d’« escholiers » ne pouvait manquer de leur apporter. Les princes désireux de s’attacher le service de clercs érudits encouragèrent ce mouvement.
Avides d’indépendance à l’égard des autorités civiles et religieuses les créateurs des Universitates sollicitèrent et obtinrent du Saint-Siège des bulles qui leur garantissaient cette liberté, la « libertas academica ».

## Agriculture

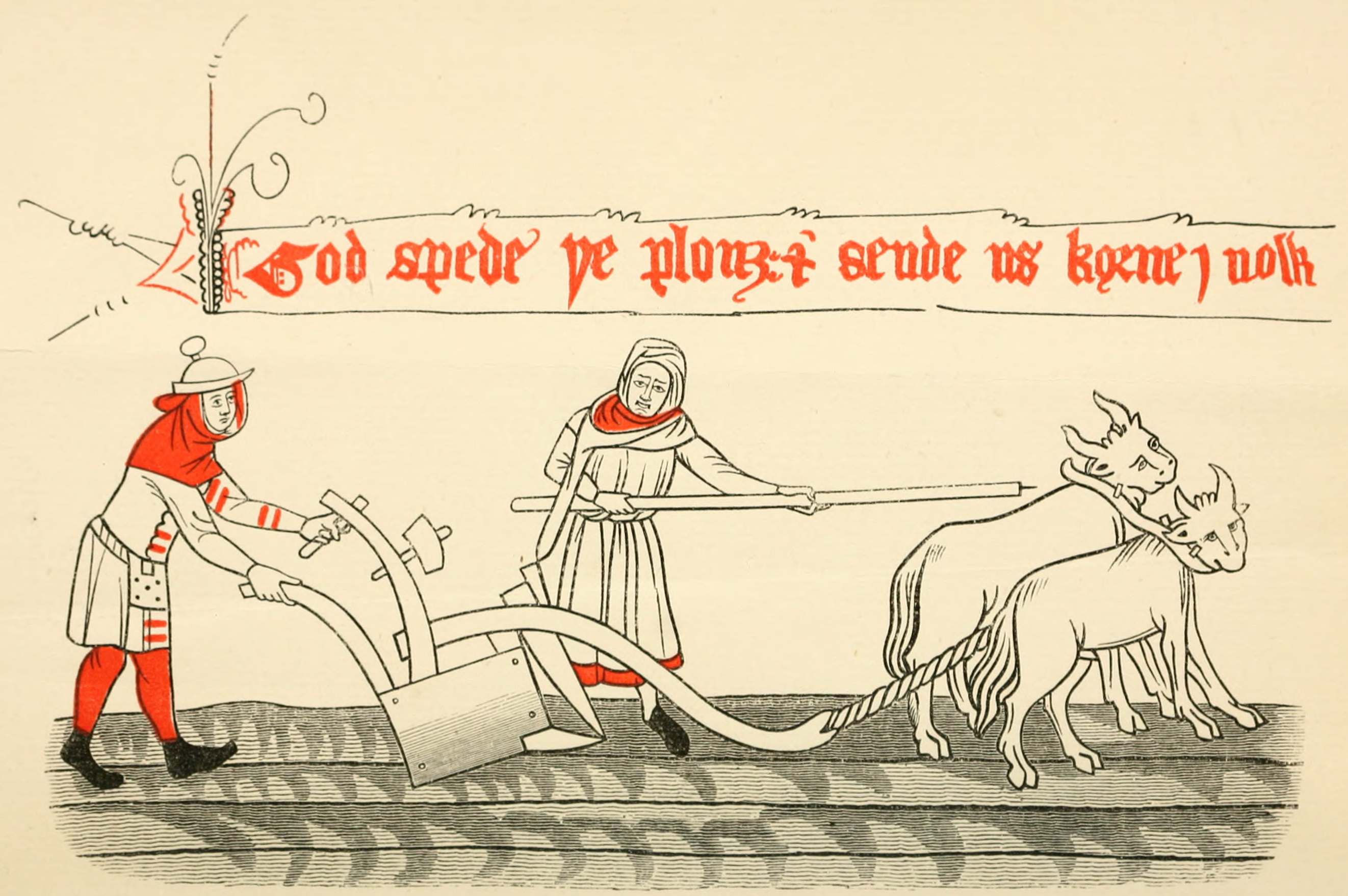
Paysans au labour.

La diffusion de l'attelage avec des chevaux (plutôt que des bœufs) en Europe du Nord permet de labourer plus vite. La possibilité de multiplier les labours améliore les rendements agricoles. L'usage de la charrue se généralise.
Les forgerons s'installent dans les villages. Ils peuvent fabriquer les pièces en fer des instruments de labour, et ferrer les chevaux dont l'usage se généralise.